# Bešnjevo
Bešnjevo (cyr. Бешњево) – wieś w Bośni i Hercegowinie, w Republice Serbskiej, w gminie Šipovo. W 2013 roku liczyła 156 mieszkańców.